# Baktriai nyelv
A baktriai nyelv kihalt iráni nyelv, amelyet Közép-Ázsia Tokharisztánnak is nevezett Baktria régiójában beszéltek, a mai Afganisztán északi részében. Nyelvrokonság szempontjából az északkelet-iráni nyelvekhez tartozott, az időrendi skálán pedig a középiráni nyelvekhez. Írása a görög ábécé volt, amelyet kiegészítettek a ϸ betűvel.
Valószínűleg ezt a nyelvet beszélte Baktria lakossága, amikor Kr. e. 323-ban Nagy Sándor meghódította a régiót, bevezetve a Szeleukida Birodalom, majd a Görög-Baktriai Királyság két évszázados hellenisztikus  uralmát.
A görög uralom Kr. e. 123-ban, a jüecsik északról érkező inváziójával ért véget. Ők kezdték el a baktriai nyelvet görög írással írni, ami az iráni nyelvek körében egyedülálló volt. Előttük a baktriait az arámi ábécével írták. A göröggel együtt a baktriai a kusánok, a jüe-csinek leszármazottai hivatalos nyelvévé vált, pénzérméken és feliratokon is használták. 1993-ban találták meg a Rabatak feliratot, amely Kaniska kusán király (120 körül) idején íródott és azt rögzítette, hogy a görög nyelvet már nem használták hivatalosan. A kusánok hódításai India északi részeiig, illetve Közép-Ázsia távolabbi részeiig terjesztették a baktriai nyelvet. Baktriai nyelvű buddhista és manikeus feliratokat a kínai Turfanban is találtak.
A baktriai nyelv fonetikája közös vonásokat mutathatott a modern perzsával, pastuval és olyan közép-iráni nyelvekkel, mint a pártus és a szogd.

## Lásd még
- Tokhár nyelv